# هیلی رم
هِـیلی رَم (انگلیسی: Haley Ramm؛ زادهٔ ۲۶ مارس ۱۹۹۲) هنرپیشه اهل ایالات متحده آمریکا است. وی از سال ۲۰۰۲ میلادی تاکنون مشغول فعالیت بوده‌است.

## گزیدهٔ آثار

### سینما
- تابستان داکوتا (۲۰۱۴)
- دیسکانکت (۲۰۱۲)
- لاستیک (۲۰۱۰)
- به‌سوی طبیعت وحشی (۲۰۰۷)
- مردان ایکس: آخرین ایستادگی (۲۰۰۶)
- نقشه پرواز (۲۰۰۵)

### تلویزیون
- در جستجوی زندگی (۲۰۱۴)
- نیکیتا (۲۰۱۳)
- منتالیست (۲۰۱۲)
- لس آنجلس سیاه (۲۰۱۱)
- ان‌سی‌آی‌اس: لس‌آنجلس (۲۰۱۰)
- به من دروغ بگو (۲۰۱۰)
- آی کارلی (۲۰۰۹)
- یگان (۲۰۰۹)
- بخش فوریت‌های پزشکی (۲۰۰۷)
- بن‌تن مسابقه در مقابل زمان (۲۰۰۷)
- آناتومی گری (۲۰۰۶)
- سی‌اس‌آی: میامی (۲۰۰۶)
- چشم عزیزم (۲۰۰۴)
- سی‌اس‌آی (۲۰۰۴)